# Rutherford Medal and Prize
Rutherford Medal and Prize è un premio assegnato ogni due anni dall'Institute of Physics di Londra a scienziati che si sono particolarmente distinti nei settori della fisica nucleare e della tecnologia nucleare. È intitolato a Ernest Rutherford, considerato il padre della fisica nucleare.
Nel 1939 il "Council of The Physical Society" ha istituito il "Rutherford Memorial Lecture Prize", assegnato ogni due anni a partire dal 1942 a scienziati che si sono distinti come insegnanti universitari (Lecturer).
Nel 1965 il premio ha preso il nome attuale di "Rutherford Medal and Prize" ed è stato assegnato, sempre negli anni pari, a partire dal 1966.
I premiati ricevono una somma in denaro di 1000 £ e un certificato di premiazione.

## Elenco dei premiati
Rutherford Memorial Lecture Prize
- 1942      Harold Roper Robinson
- 1944      John Douglas Cockcroft
- 1946      Mark Oliphant
- 1948      Ernest Marsden
- 1950      Alexander Smith Russell
- 1952      Rudolf Peierls
- 1954      Patrick Blackett
- 1956      Philip Dee
- 1958      Niels Bohr
- 1960      Cecil Powell
- 1962      Denys Wilkinson
- 1964      Peter Fowler

Rutherford Medal and Prize
- 1966     Pëtr Leonidovič Kapica
- 1968     Brian Flowers
- 1970     Samuel Devons
- 1972     Aage Niels Bohr
- 1973     James Cassels
- 1974     Albert Edward Litherland
- 1976     Joan Freeman e Roger John Blin-Stoyle
- 1978     Paul Taunton Matthews
- 1980     Paul Gayleard Murphye John Thresher
- 1982     David Maurice Brink
- 1984     Peter Higgs e Thomas Kibble
- 1986     Alan Astbury
- 1988     John Dowell e George Kalmus
- 1990     Roger Julian Noel Phillips
- 1992     Erwin Gabathuler e Terry Sloan
- 1994     James Philip Elliott
- 1996     David Vernon Bugg
- 1998     Anthony Michael Hillas
- 2000     William R Phillips
- 2002     Peter Dornan, David Plane e Wilber Venus
- 2004     David L. Wark
- 2006     Ken Peach
- 2008     Alan Copestake, Stephen Walley, John Stewart Kiltie, Chris Weston e Brian Griffin
- 2010     Martin Freer
- 2012     Peter Butler